# بیمارستان ابن سینا (تهران)
بیمارستان ابن سینا یکی از بیمارستان‌های خصوصی شهر تهران است که در فلکه دوم صادقیه ابتدای خیابان آیت‌الله کاشانی واقع شده‌است. این بیمارستان در سال ۱۳۸۶ تأسیس شده‌است.

## درمانگاه
- درمانگاه شبانه‌روزی ابن سینا[۳]
- کلینیک نفس (ویژه بیماری های تنفسی)
- کلینیک ویژه بیماری ناباروری

## آدرس
تهران،فلکهء دوم صادقیه،ابتدای بلوار آیت الله کاشانی،روبروی پارک استقلال،بعد از دبیرستان علوی